# Refroidissement

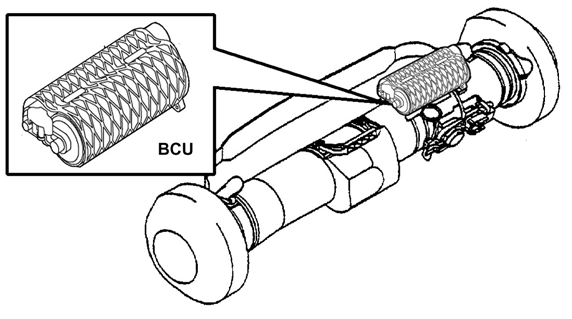
Module de refroidissement d'un FGM-148 Javelin.

Le refroidissement décrit la transformation ou le processus de transformation d'un corps ou d'un système par déperdition thermique vers un état subjectif ou physique de froid.
Par extension, il se dit figurément de la diminution dans l'amour, dans l'amitié, dans les passions, et de manière plus générale de la dégradation d'une situation (le refroidissement des relations bilatérales entre deux états et la guerre froide). On dit aussi « refroidissement », en termes de médecine, pour le nom populaire donné aux maladies bénignes avec fièvre, comme les infections respiratoires ou digestives banales, du fait de leur attribution à des modifications de température extérieure.

## Physiologie
Le refroidissement éolien, parfois aussi appelé facteur vent dans le langage populaire, désigne la sensation de froid induite par le vent sur un organisme qui dégage de la chaleur et qui s'ajoute à la température réelle de l'air ambiant.

## En physique
- En thermodynamique :
  - le refroidissement est l'état de tout corps qui se refroidit ;
  - le refroidissement sympathique est un processus dans lequel les particules d'un type refroidissent les particules d'un autre type.
- En astronomie, le refroidissement désigne principalement l'évolution de l'univers après le Big Bang, on utilise ce terme du point de vue technique des caméras.
- En physique atomique, le refroidissement Raman est une méthode de refroidissement sub-recul utilisant uniquement des méthodes optiques, c'est-à-dire qu'elle permet de refroidir un nuage d'atomes à une température inférieure à la température limite atteignable par refroidissement Doppler, qui correspond à la quantité d'énergie qu'un atome gagne en émettant un photon (énergie de recul). Il en existe deux variantes, le refroidissement Raman libre.
- Le refroidissement d'atomes par laser est une technique qui permet de refroidir un gaz atomique, jusqu'à des températures de l'ordre du millikelvin (refroidissement Doppler), voire de l'ordre du microkelvin (refroidissement Sisyphe).
- Le refroidissement par évaporation est une technique de refroidissement d'un gaz d'atomes initialement piégés à une température de l'ordre du mK, jusqu'à une température de l'ordre du {\displaystyle \mu }K, voire jusqu'à deux ordres de grandeur plus bas.
- Le refroidissement éolien, parfois aussi appelé facteur vent dans le langage populaire, désigne la sensation de froid induite par le vent sur un organisme qui dégage de la chaleur et qui s'ajoute à la température réelle de l'air ambiant.
- Le refroidissement thermoélectrique est une technique de refroidissement utilisant la thermoélectricité.
- Un système de refroidissement est un système qui vise au refroidissement d'un ensemble mécanique, d'un local ou d'un immeuble. Il peut désigner :

## En climatologie
- Un refroidissement climatique est un changement climatique qui a eu lieu régulièrement sur notre planète au cours de son histoire. Cette baisse de la température sur notre planète s'est déjà produite dans le passé à plusieurs reprises, dans de grandes périodes lors des divers âges géologiques, ainsi que de façon plus réduite durant l'holocène.

## En génie mécanique

### Refroidissement des moteurs
- Refroidissement du moteur marin.
- Le dispositif de refroidissement par buses (en allemand : Düsenkühler)  est un échangeur de chaleur dans lequel l'air en se réchauffant produit une certaine poussée.

### HVAC
- Une installation de refroidissement est un ensemble cohérent de d'appareils de refroidissement à destination de refroidissement et climatisation dans le bâtiment.
- Le système de refroidissement actif d'un bâtiment, désigne toute installation utilisant de l'énergie pour injecter du froid dans un bâtiment. La majorité de ces systèmes fonctionnent à l'électricité.
- Le système de refroidissement passif d'un bâtiment, désigne toute installation ne consommant pas d'énergie pour refroidir un bâtiment.
- Une tour de refroidissement refroidit de l'eau dans une installation industrielle.

### En informatique
Le matériel informatique, particulièrement les microprocesseurs, transforme essentiellement l'énergie électrique en chaleur. Celle-ci doit alors être évacuée, selon différentes méthodes adaptées au type d'installation :
- Méthodes de refroidissement pour ordinateur :
  - à air désigne le refroidissement par air des différents éléments d'un ordinateur.
  - à eau, utilise l'eau comme élément caloporteur, plus efficace que l'air.
  - à huile est un système de refroidissement à base d'huile.
  - à glace carbonique utilise de la glace carbonique, ou glace sèche.
  - à azote liquide fait appel à la très basse température de l'azote liquide. Voir aussi Extreme cooling.

### Industrie de transformation
- Le refroidissement du verre est un processus physique dont la maîtrise est nécessaire dans la fabrication du verre.